# Dhrol
Dhrol (Gujarati ધ્રોલ) ist ein Ort mit etwa 26.000 Einwohnern (Zensus 2011) im indischen Bundesstaat Gujarat. Er liegt im Distrikt Jamnagar.
Dhrol war Hauptstadt des früheren Fürstenstaates Dhrol.